# 讓娜·索韋
讓娜·索韋 PC CC CMM CD（1922年4月26日—1993年1月26日），加拿大政治人物和傳媒工作者，1984年-90年間出任加拿大總督，為加拿大聯邦成立以來第二十三任總督，以及該國首位女性總督。在此之前她曾於1972年-84年間以加拿大自由黨黨員身份出任加拿大國會下議院議員，並在總理皮耶·杜魯多内閣中先後出任環境部長和通訊部長，1980年-84年間則為加拿大首位女性國會下議院議長。

## 早年生活和事業
讓娜·索韋本姓本瓦（Benoît），生於薩斯喀徹溫省普魯多姆（Prud'homme），在家中七名子女中排行第五。她父母皆為法裔加拿大人，且重視加拿大的法語祖裔文化，因此在當時沙省缺乏法語學校的局面下，讓娜的兩名姊姊被送到父親原居地安大略省渥太華升學，舉家再於1926年遷回渥太華團圓。讓娜於該市的念珠聖母學院修讀，後升讀渥太華大學，期間在夜間上學並於日間任職聯邦政府翻譯員以幫補學費。她於1942年-47年間出任青年天主教學生組織主席，期間居於魁北克省蒙特婁，並在此結識莫里斯·索韋（Maurice Sauvé）。
兩人於1948年結婚，同年因莫里斯獲取獎學金到倫敦政治經濟學院修讀而遷居倫敦，讓娜在當地任職教師和補習老師。兩人再於1950年遷居巴黎，以便莫里斯在巴黎大學完成博士學位。讓娜於當地任職聯合國教科文組織青年秘書處總監的助理，1951年-52年間則在巴黎大學修讀法國文明並獲取文憑。兩人於1952年末返回加拿大，居於魁北克省聖亞森特（Saint-Hyacinthe），其獨子讓-弗朗索瓦（Jean-François）於1959年誕生，莫里斯則曾於1962年-68年間出任加拿大國會下議院議員。
讓娜·索韋返加後展開其傳媒事業，以自由工作者身份效力加拿大廣播公司、CTV電視網以及數份加拿大報章。加拿大廣播公司其後正式錄用索韋；她起初主持電台節目，後則以英法兩語報道政治消息。在政治新聞和評論由男性傳媒人主導的局面下，索韋仍獲認真對待，並從1956年-63年間主持自己的電視節目《意見》（Opinions），覆蓋各種爭議性題材並藉此成名。

## 國會議員
索韋獲聯邦自由黨羅致，於1972年聯邦大選中代表該黨競逐蒙特婁地區的阿翁西克選區（Ahuntsic）加拿大國會下議院議席並告當選，首度晉身國會。她獲總理皮耶·杜魯多任命為科學和科技國務部長，成為首位來自魁北克的女性內閣部長，以及該屆內閣中唯一一位女性部長。她於1974年聯邦大選中連任阿翁西克選區議員，同年起出任環境部長，1975年則調任通訊部長。
阿翁西克選區於1979年聯邦大選前廢除，索韋改到新成立的拉瓦勒－急流選區（Laval-des-Rapides）競選並告捷。自由黨在該屆大選落敗，而接替執政的進步保守黨少數政府則於翌年倒台，觸發另一場大選。索韋於1980年聯邦大選中連任拉瓦勒－急流選區議員，而自由黨則重拾多數政府地位。再度出任總理的杜魯多有意任命索韋為國會下議院議長，但她希望在1980年魁北克公民投票競選期間為統派助選，與議長的中立角色有所不符，因此有意婉拒該項任命。杜魯多和下議院其他政黨領袖同意她可就魁北克主權議題表態後，索韋接受任命，於1980年4月成為加拿大首位女性下議院議長。
索韋任職議長初期不時誤報議員姓名或所屬選區名稱，有次更稱總理杜魯多為「反對黨黨魁」，在執行議事程序時亦偶然出錯，表現因而受其他議員質疑。此外，新民主黨議員指控索韋偏袒自由黨，容許該黨議員更多時間發問，因此全體32名新民主黨議員一度離開議事堂以示抗議。然而，索韋任內亦成功改革下議院運作和財務，該院支援員工總數下降3百人，並每年節省1千8百萬元開支。她亦開設國會山莊首個日托中心，為聯邦政府架構首創。

## 總督

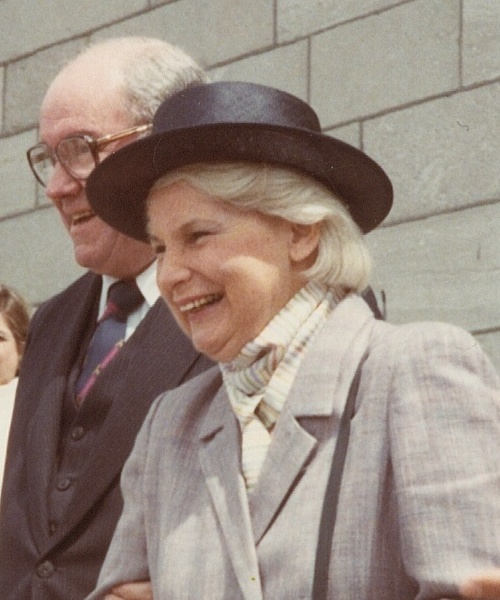
索韋及其夫婿莫里斯（攝於1984年）

總理杜魯多於1983年12月宣布提名索韋接替愛德華·施賴爾出任加拿大總督。然而她於1984年1月送院治療並留醫數星期；她的病情一度嚴重，而加拿大廣播公司和加拿大新聞社更曾為她準備訃聞。縱雖如此，女王伊利沙伯二世仍於同月28日正式御准該項任命，但原定於3月離任的施賴爾任期則獲延長。
索韋出院和康復後則於同年5月14日在上議院議事廳内宣誓就任第23任總督，成為加國首位女性總督，以及繼伯利茲的埃爾米拉·米尼塔·戈登後眾英聯邦王國中第二位女性總督。就外界猜測她罹患霍奇金淋巴瘤，索韋並未置可否，只謂她的健康狀況足以應付總督職務。索韋就任後致力推廣世界和平、青年事務和國家團結。
她任内創設讓娜·索韋獎杯（Jeanne Sauvé Trophy）以頒贈予女子草地曲棍球世界盃得主、讓娜·索韋公平競爭獎（Jeanne Sauvé Fair Play Award）以表揚彰顯體育精神和非暴力的業餘運動員、以及總督職場安全獎。她亦每年於總督官邸麗都廳為渥太華男童及女童會舉行聖誕派對，但從1986年起則以保安為由取消對普通遊人開放麗都廳，惹來部分人士批評。
愛德華王子1988年訪加期間向索韋頒發皇家特許狀，允許她代表女王成立加拿大紋章局，並成為該局首位首領。她任内接見的其他元首政要包括女王伊利沙伯二世和爱丁堡公爵伉儷、伊莉莎白王太后、約克公爵伉儷、瑞典國王卡爾十六世·古斯塔夫、荷蘭女王貝婭特麗克絲、約旦國王侯賽因、教宗若望保祿二世、聯合國秘書長佩雷斯·德奎利亞爾、美國總統雷根、法國總統密特朗、中華人民共和國主席李先念和羅馬尼亞總統。她亦曾到意大利、梵蒂岡、中華人民共和國、泰國、法國、烏拉圭和巴西等地進行國事訪問。

## 晚年生活、去世
索韋於1990年1月卸任總督後，跟丈夫莫里斯返回蒙特婁定居。莫里斯於1992年去世，而她亦於1993年1月26日因霍奇金淋巴瘤病逝。

## 榮譽

索韋的盾徽

### 殊勳
| 綬帶 | 勳章                              | 注釋 |
|      | 加拿大同伴勳章（C.C.）            | - 1984年5月14日頒發和敘任 - 索韋任職總督期間（1984年5月14日-1990年1月28日）為加拿大勳章總理（Chancellor）和首要同伴（Principal Companion）。                           |
|      | 加拿大軍功司令勳章（C.M.M.）      | - 1984年5月14日頒發 - 索韋任職總督期間（1984年5月14日-1990年1月28日）為加拿大軍功勳章總理。                                               |
|      | 聖約翰爵級正義司令勳銜（K.St.J.） | - 1984年5月14日頒發 - 索韋任職總督期間（1984年5月14日-1990年1月28日）為最受尊崇的耶路撒冷聖約翰勳章爵級正義司令、司祭（Prior）和在加首席官佐。 |
|      | 加拿大聯邦成立100週年紀念勳章     | - 1967年頒發 |
|      | 伊利沙伯二世銀禧獎章（加拿大）    | - 1977年頒發 |
|      | 加拿大聯邦成立125週年紀念勳章     | - 1992年頒發 - 索韋為前任加拿大總督，在加拿大排名名單之列，遂獲發此勳章。                                                                 |
|      | 加拿大軍隊獎章                    | - 1984年5月14日頒發 |

### 名譽學位
| 地區         | 日期   | 院校         | 學位                |
| ------------ | ------ | ------------ | ------------------- |
| 安大略省     | 1986年 | 女王大學     | 法學博士（LL.D）    |
| 泰國         | 1987年 | 朱拉隆功大學 | 政治學博士（DPSci） |
| 薩斯喀徹溫省 | 1991年 | 大學         | 法學博士（LL.D）    |

### 以她命名的事物

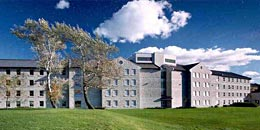
坐落加拿大皇家軍事學院的索韋堡

- 曼尼托巴省溫尼伯：讓娜·索韋學院（Collège Jeanne-Sauvé）
- 安大略省：索韋堡（Fort Sauvé）
- 安大略省奧爾良：讓娜·索韋學校（École Jeanne-Sauvé）
- 安大略省斯特拉特福：讓娜·索韋天主教學校（Jeanne Sauvé Catholic School）[21]
- 安大略省：讓娜·索韋公立學校（École publique Jeanne-Sauvé）[22]
- 魁北克省蒙特婁：讓娜·索韋公園[23]

## 外部連結
- （英文）加拿大總督府網站 讓娜·索韋總督簡介 （页面存档备份，存于）
- （英文）加拿大國會圖書館網站 讓娜·索韋議員簡介 （页面存档备份，存于）